# Miho Obana
Miho Obana (jap. 小花 美穂, Obana Miho; * 26. April 1970 in Tokio, Japan) ist eine japanische Mangaka, die in Deutschland mit der zehnbändigen Serie Kodomo no Omocha (dt. Kinderspielzeug) berühmt wurde.

## Leben
Sie begann ihre Karriere als Assistentin für Sakura Momoko, die Zeichnerin der äußerst erfolgreichen Manga-Serie Chibi Maruko-chan, und debütierte 1991 mit dem Manga Mado no mukō (dt. Die andere Seite des Fensters), der im Ribon-Magazin erschien, als professionelle Manga-Zeichnerin. Danach widmete sie sich einer Reihe Kurzgeschichten, bis sie 1994 mit ihrer Erfolgsserie Kodomo no Omocha begann, die in eine populäre Anime-Serie verfilmt wurde, in zahlreiche Sprachen übersetzt wurde, den Kodansha-Manga-Preis erhielt und 1999 endete. Bis 2003 erschienen ihre Werke regelmäßig und fast ausschließlich im Ribon-Magazin, das vom Shūeisha-Verlag herausgegeben wird. Mit Aruyoudenai Otoko zeichnete sie 2003 ihren ersten Manga, der sich an ältere Leser richtet und im Josei-Manga-Magazin Chorus erschien.
Sie ist mit den Mangaka Mihona Fujii (Gals!) und Wataru Yoshizumi (Marmalade Boy) eng befreundet. Eine von Obanas Freizeitbeschäftigungen ist das Saxophonspielen, eine Leidenschaft, die sie auch der Protagonistin des Mangas Andante zuschrieb. Sie engagiert sich auch als Saxophonistin in einer Band.
Die Arbeiten Obanas, die meistens die Liebe thematisieren, werden vorwiegend dem Shōjo-Genre zugeschrieben.

## Werke
- Mado no Mukō (窓のむこう), 1991
- Shiranami no Gensō (白波の幻想), 1992
- Setsunai ne (せつないね), 1993
- Kono Te o hanasanai (この手をはなさない), 1994, 2 Bände
- Kodomo no Omocha (こどものおもちゃ), 1995–1999, 10 Bände
- Neko no Shima (猫の島), 1996
- Mizu no Yakata (水の館), 1999
- Partner (パートナー, Pātonā), 2000, 3 Bände
- Andante (アンダンテ, Andante), 2001, 3 Bände
- Pochi, 2003
- Aru yō de nai Otoko (あるようでない男), 2003
- Honey Bitter, seit 2004, bisher 8 Bände